# Hartley Saunders
Hartley Saunders, född 7 november 1943, död 9 juni 2004, var en friidrottare från Bahamas. Han deltog vid olympiska sommarspelen 1964.